# Doubravský buk
Doubravský buk je památný strom – vysoký, rozložitý buk lesní (Fagus sylvatica) s bohatě zavětvenou, rozložitou korunou nepravidelného tvaru. Strom roste u Rustlerova statku, který je památkově chráněným skanzenem, v západní části Doubravy, místní části obce Lipová v okrese Cheb v Karlovarském kraji. Solitérní buk se spirálovitě se točícím kmenem a vysoko nasazenou korunou je důležitým prvkem v prostředí zachovalé lidové architektury. Strom má měřený obvod 455 cm a výšku 22 m (měření 2014).
Za památný byl vyhlášen v roce 1985 jako strom s významným vzrůstem.

## Stromy v okolí
- Buk lesní a dub letní v Doubravě
- Alej Doubrava
- Valdštejnův dub
- Lípa v Salajně